# Saint-Martin-de-Bréthencourt
Saint-Martin-de-Bréthencourt ist eine französische Gemeinde mit 688 Einwohnern (Stand 1. Januar 2022) im Département Yvelines in der Region Île-de-France. Sie gehört zum Arrondissement Rambouillet und zum Kanton Rambouillet.
Saint-Martin-de-Bréthencourt liegt im Süden des Départements Yvelines an der Grenze von Beauce und Hurepoix. Im Osten grenzt die Gemeinde an das Département Essonne. Sie besteht aus den Ortschaften Saint-Martin mit Kirche und Mairie und dem etwas höher gelegenen Bréthencourt mit einer mittelalterlichen Festung.

## Nachbargemeinden
| Sonchamp | Ponthévrard                                 | Sainte-Mesme          |
| Ablis    | Kompassrose, die auf Nachbargemeinden zeigt | Corbreuse             |
|          | Allainville                                 | Boinville-le-Gaillard |

## Geschichte
Im 11. Jahrhundert ließ Guido von Rochefort die Burg Bréthencourt bauen, von der heute lediglich die Ruinen des Donjons übrig geblieben sind. Die Burgherrschaft Bréthencourt war nacheinander im Besitz der Familien Montfort und Vendôme, wurde 1653 von den L’Hôpital und 1788 schließlich von den Rohan-Rochefort erworben. 

## Bevölkerungsentwicklung
- 1962: 361
- 1968: 354
- 1975: 353
- 1982: 388
- 1990: 504
- 1999: 588
- 2007: 598
- 2011: 634

## Sehenswürdigkeiten
- romanische Kirche Saint-Pierre-Saint-Paul (12. Jahrhundert, Monument historique), die zu einer heute verschwundenen Benediktiner-Priorei gehörte
- Kapelle Saint-Jacques in Bréthencourt (12. Jahrhundert), die zu einer ebenfalls verschwundenen Leproserie gehörte
- Reste des Donjons der Burg Bréthencourt (11. Jahrhundert)